# Coups de théâtre
Pour les articles homonymes, voir Coup de théâtre (homonymie).
Coups de théâtre est un roman policier de Christian Grenier, publié en 1994, aux éditions Rageot, dans la collection Cascade policier. Le roman est présenté sous la forme d'une pièce de théâtre en cinq actes. 
Cette œuvre est le premier volet des Enquêtes de Logicielle. Laure-Gisèle (« Logicielle ») est alors stagiaire de l'inspecteur Germain Germain-Germain.

## Personnages
- La victime
  - Matilda (de son vrai nom Mathilde Goducheau) : actrice assassinée, mère de Loulou.

- Les enquêteurs
  - Germain Germain-Germain : inspecteur de police chargé de l'enquête.
  - Logicielle (de son vrai nom Laure-Gisèle) : jeune stagiaire qui l'assiste dans son enquête.

- Les suspects
  - Pierre-Aimé Bouchard : directeur du théâtre.
  - René Brusses : auteur de la pièce qui devait être jouée le jour du crime.
  - Loulou (de son vrai nom Louise Goducheau) : actrice, fille de Matilda, elle joue le rôle de la mère de Matilda sur scène.
  - Alfredo : acteur, petit ami de Loulou et ancien petit ami de Matilda.
  - Maurice Descande : électricien.
  - Antoine Blanc : directeur du Lido.
  - Paul Bert : souffleur.
  - Max Deguy : régisseur.
  - Montag : Pompier (car les théâtres prenaient souvent feux)
  - Julien : machiniste et accessoiriste.
  - Gilles Binchois : petit truand et ancien petit ami de Matilda.

- Personnages secondaires
  - Jo : barman.
  - Annie : maquilleuse et habilleuse.
  - Le médecin : un spectateur.
  - Le médecin légiste de la police
  - Photographe de la police.
  - Policier 1 : gardien de la paix.
  - Policier 2 : gardien de la paix.
  - Employé du commissariat.
  - Remplaçante de Matilda : actrice et figurante.
  - Commentateur de la télévision en voix off.

## Résumé

### Actes I à III
Au début d'une représentation théâtrale, une actrice meurt assassinée, un poignard dans le dos. 
L'inspecteur Germain est alors appelé pour élucider le mystère, il est aidé de Logicielle, une jeune stagiaire. 
Mais l'enquête est bien plus énigmatique qu'il n'y paraît au premier abord. Ils vont tour à tour soupçonner tous les participants à la pièce de théâtre.

### Acte V: Retour sur l'enquête
Quelques mois plus tard... les faits décrits dans les quatre premiers actes, Germain et Logicielle retournent au théâtre pour assister à la générale de la nouvelle pièce de René Brusses. Il s'agit d'une reconstitution de l'enquête faite par eux !